# شیگئو یائگاشی
شیگئو یائگاشی (به انگلیسی: Shigeo Yaegashi) بازیکن فوتبال اهل ژاپن و عضو تیم ملی فوتبال ژاپن است. او در تاریخ ۰۳ ژوئن ۱۹۵۶ میلادی اولین بازی ملی‌اش را برای تیم ملی ژاپن انجام داد. او در ۴۵ بازی ملی حضور داشت و آخرین بازی ملی خود را در تاریخ ۱۴ اکتبر ۱۹۶۸ میلادی انجام داد. شیگئو یائگاشی در بازی‌های ملی‌اش
۱۱ گل به ثمر رساند.